# メガラニア
メガラニア（ヴァラヌス・プリスクス　Varanus priscus）とは、およそ4万年前の新生代第四紀更新世のオーストラリアに生きていた陸生のオオトカゲの一種である。かつてはMegalania prisca として独立した属と考えられていたが、2004年に再分類されオオトカゲ属（Varanus）の一種に組み入れられた。

## 名称
旧属名メガラニアの意味は、「大きな放浪者」。同じ更新世に生きていた史上最大のリクガメであるメイオラニアも、「小さな放浪者」という意味の名前を持っている。
種小名priscus（旧種小名prisca）は「古の」を意味する。属名Megalaniaは女性形であるがVaranusは男性形であることから、学名の変更に伴い種小名も男性形へと変更された。

## 分類
爬虫類有鱗目。現存する最も近い種は頭蓋骨の“屋根”に基づきペレンティーオオトカゲまたは神経頭蓋の形態に基づきコモドオオトカゲであるとされる。
以下のクラドグラムはJASONらによる2009年の研究によるもの。

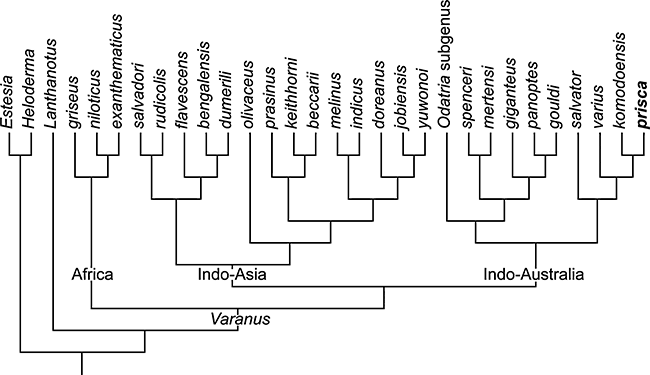

## 大きさ
完全な骨格が知られていないため、メガラニアの正確な体型及び全長の推定は困難である。
2002年、スティーブン・ロウは最大で全長4.5m体重331kg、平均で全長3.5m、体重97〜158kgと見積もった が、その後ロウは2009年、他の研究者とともに共同で推定値を全長5.5m、体重575kgへと引き上げた。

## 純古生物学

### 食性
食性はおそらく肉食。同じオーストラリアに生きていた有袋類を餌にしていたと考えられ、競合相手としては、有袋類のティラコレオやフクロオオカミ、ワニのメコスクス類が挙げられる。

### 成長
幼少期は急速に成長し、成体になると成長はほとんど止まる。グレゴリー・エリクソンはほぼ成熟した個体に成長輪を用いた年齢推定を行い、死亡時16歳であり、成体の大きさになるまでに20年を要したことを報告している。

### 活動
クレメンテらは低体重の見積もりでメガラニアの速度を算出し、走行速度は最高で9.4 ～ 10.8 km/hに達したとした。この走行速度は待ち伏せに役立ち、現生の高速で走行するオオトカゲのようにひらけた草原で生活していたと解釈した。

## 人との関わり及び絶滅の原因
この時期オーストラリア大陸に渡ってきたヒト、現在のアボリジニの祖先とも遭遇していたと考えられ、フーウィーなどの怪物の伝承に影響を与えた可能性もある 。
絶滅原因は今もはっきりしていない。環境変化やそれを原因とする餌となる有袋類の激減、それらを加速させただろうヒトにも間接的原因があるという説が有力である 。

## ギャラリー

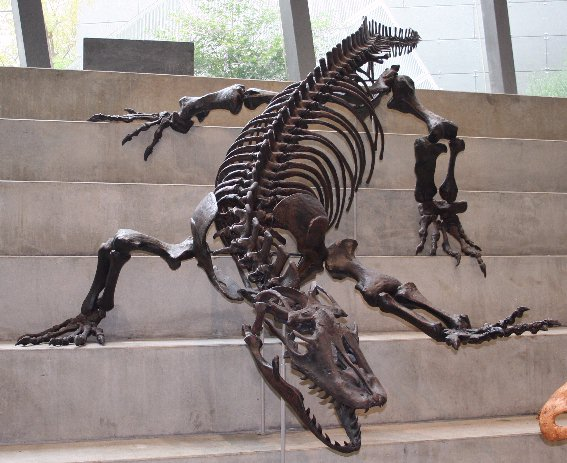
メルボルン博物館に展示されているメガラニアの全身骨格
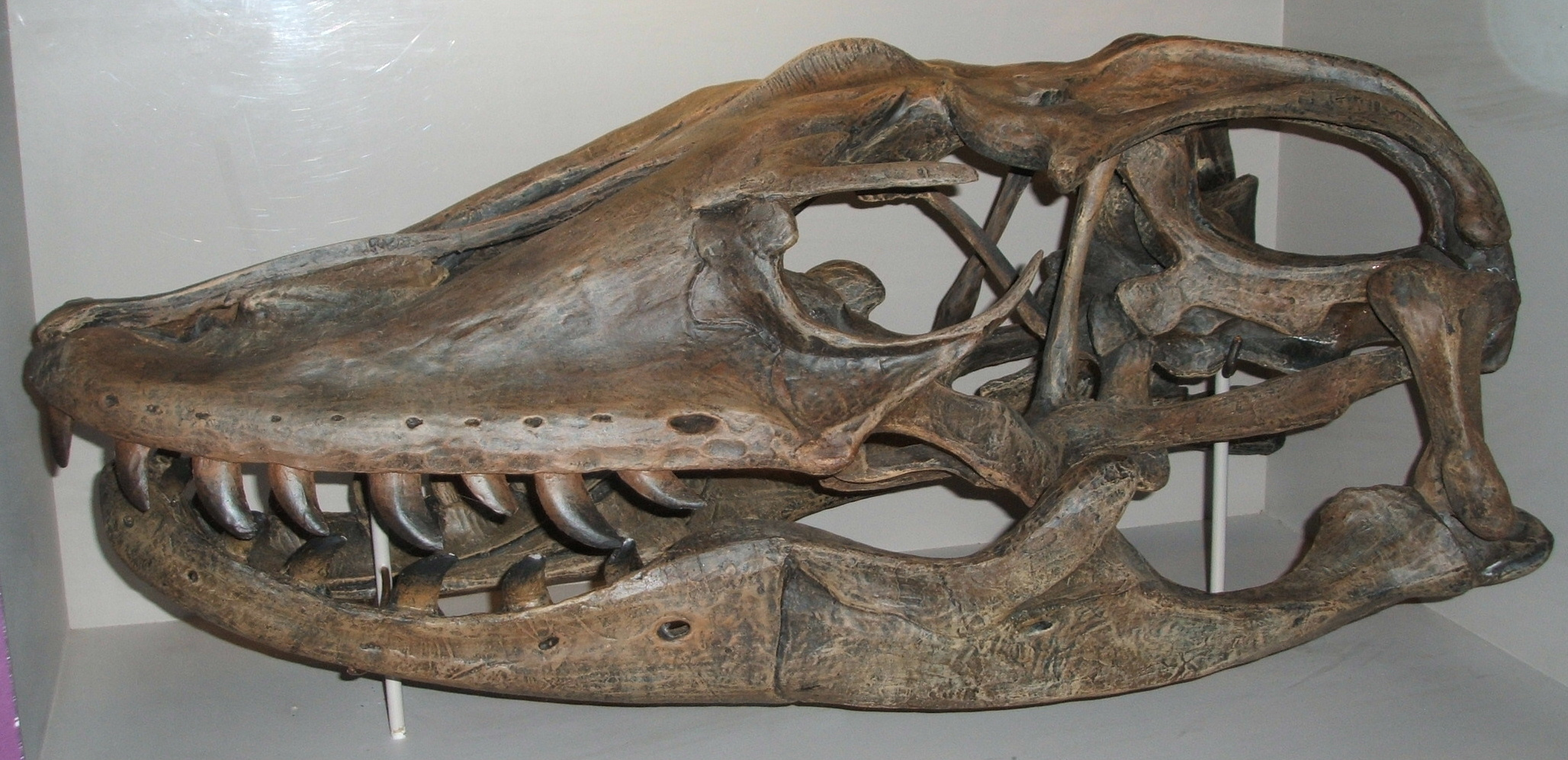
メガラニアの頭骨レプリカ ボストン科学博物館の展示品
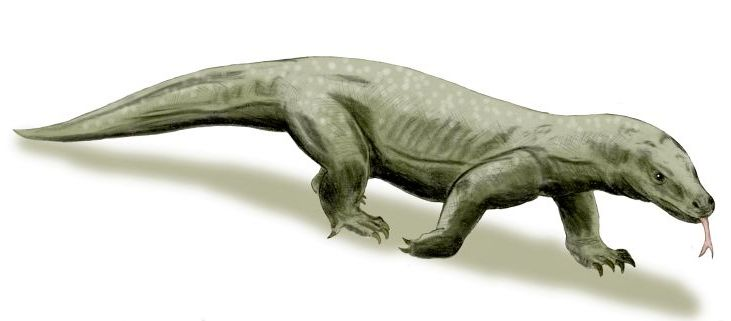
メガラニアの復元図